# Kleinsche Vierergruppe
In der Gruppentheorie ist die Kleinsche Vierergruppe, auch kurz Vierergruppe genannt, die kleinste nicht-zyklische Gruppe. Sie hat die Gruppenordnung 4, wie nur die zyklische Gruppe {\displaystyle C_{4}} neben ihr, und ist wie diese eine abelsche Gruppe. Ihren Namen trägt sie nach Felix Klein, der 1884 in seinen Vorlesungen über das Ikosaeder und die Auflösung der Gleichungen vom fünften Grade von dieser Gruppe als „Vierergruppe“ sprach. Als Symbol dient oft der Buchstabe {\displaystyle V}.
Die Vierergruppe wird nicht durch eine besondere Darstellungsweise ihrer Elemente charakterisiert, sondern abstrakt aufgefasst und entspricht der endlichen Gruppe {\displaystyle C_{2}\times C_{2}}.

## Verknüpfungstafel
Die Kleinsche Vierergruppe operiert auf einer Trägermenge der Mächtigkeit vier. Welches Element jeweils Ergebnis der (internen) Verknüpfung von zwei Elementen ist, gibt die folgende Verknüpfungstafel an. Darin werden die vier Gruppenelemente exemplarisch {\displaystyle 1,a,b} und {\displaystyle ab} genannt, wobei {\displaystyle 1} das neutrale Element ist.
| {\displaystyle \circ } | 1  | a  | b  | ab |
| ---------------------- | -- | -- | -- | -- |
| 1                      | 1  | a  | b  | ab |
| a                      | a  | 1  | ab | b  |
| b                      | b  | ab | 1  | a  |
| ab                     | ab | b  | a  | 1  |

Das links- und rechtsneutrale Element {\displaystyle 1} erkennt man in der Tabelle an den Kopien von Kopfzeile bzw. Eingangsspalte in der 1. Zeile bzw. der 1. Spalte. Die Hauptdiagonale wird allein durch das neutrale Element belegt, was bedeutet, dass die Verknüpfung eines Elementes mit sich selbst jeweils das neutrale Element ergibt. Somit ist jedes Element der Vierergruppe (beidseitig) inverses Element zu sich selbst; jedes Element ist also involutiv. Diese Eigenschaft unterscheidet {\displaystyle V} von der gleichmächtigen zyklischen Gruppe {\displaystyle C_{4}}. Dagegen ist bei beiden Gruppen die Verknüpfungstafel symmetrisch bezüglich der Hauptdiagonalen, was ihre Kommutativität zeigt.
Die Grafiken rechts zeigen die Verknüpfungstafel der Kleinschen Vierergruppe und die der zyklischen Gruppe gleicher Ordnung {\displaystyle C_{4}} in Farbe. Die farbige Verknüpfungstafel der Kleinschen Vierergruppe folgt der Reihenfolge der Elemente der Tabelle links. Das neutrale Element ist jeweils schwarz. Farbige Verknüpfungstafeln wie in den Grafiken werden in der Online-Enzyklopädie zur Mathematik MathWorld verwendet, wie auch solche in Graustufen.

## Eigenschaften
Die Kleinsche Vierergruppe {\displaystyle V} ist eine kommutative, jedoch keine zyklische Gruppe. Ihre Untergruppen sind {1}, {1, a}, {1, b}, {1, ab}, {1, a, b, ab} und alle normal, die Vierergruppe ist somit keine endliche einfache Gruppe. Die nicht-neutralen Elemente {\displaystyle a,b,ab} haben die Elementeordnung 2, jedes Element bildet eine eigene Konjugationsklasse.
Die Vierergruppe entspricht der (abelschen und nicht-zyklischen) endlichen Gruppe {\displaystyle C_{2}\times C_{2}} – einem direkten Produkt zweier Exemplare der zyklischen Gruppe {\displaystyle C_{2}}, welche die kleinste nicht-triviale Gruppe und einzige der Gruppenordnung 2 ist. Die abstrakten Eigenschaften der Vierergruppe können am Beispiel unterschiedlicher Punktgruppen und multiplikativer Gruppen gezeigt werden, die zu ihr isomorph sind.

## Regel
Es gilt die folgende Regel:

Jede aus exakt vier Elementen bestehende (multiplikativ geschriebene) Gruppe {\displaystyle G=\{1,a,b,c\}} mit neutralem Element {\displaystyle 1} und {\displaystyle a^{2}=b^{2}=c^{2}=1} heißt  Kleinsche Vierergruppe .

## Auftreten
Die Vierergruppe {\displaystyle V} tritt zum Beispiel auf als die Symmetriegruppe einer nicht gleichwinkligen Raute oder eines nicht gleichseitigen Rechtecks (die also kein Quadrat sind; dessen Symmetriegruppe wäre die Diedergruppe {\displaystyle D_{4}} (der Gruppenordnung 8) und die Drehgruppe eines Quadrates ist ein Beispiel für die zyklischen Gruppe {\displaystyle C_{4}}):
Die vier Elemente sind dabei: {\displaystyle 1} als die Identität (oder Drehung um 0°), {\displaystyle a} als die Spiegelung an der senkrechten Mittelachse, {\displaystyle b} als die Spiegelung an der waagrechten Mittelachse, und {\displaystyle ab} als die 180°-Drehung um den Mittelpunkt, welche auch als kombinierte horizontale und vertikale Spiegelung aufgefasst werden kann. Mit den wie oben beschrifteten Ecken eines Rechtecks liefert die Permutationsdarstellung
{\displaystyle \left(A,B,C,D\right)\mapsto \left(A,B,C,D\right)}, das Element {\displaystyle 1} darstellend
{\displaystyle \left(A,B,C,D\right)\mapsto \left(B,A,D,C\right)}, das Element {\displaystyle a} darstellend
{\displaystyle \left(A,B,C,D\right)\mapsto \left(D,C,B,A\right)}, das Element {\displaystyle b} darstellend
{\displaystyle \left(A,B,C,D\right)\mapsto \left(C,D,A,B\right)}, das Element {\displaystyle ab} darstellend
und mit Notation der Permutationen in Zyklenschreibweise
{\displaystyle V=\{\mathbf {id} =(A)(B)(C)(D),(A,B)(C,D),(A,D)(B,C),(A,C)(B,D)\}}
In dieser Darstellung ist {\displaystyle V} die Kommutatorgruppe und damit ein Normalteiler der alternierenden Gruppe {\displaystyle A_{4}} und auch Normalteiler der symmetrischen Gruppe {\displaystyle S_{4}}. In der Galoistheorie erklärt die Existenz der Kleinschen Vierergruppe in dieser Darstellung die Existenz der Lösungsformel für Gleichungen vierten Grades.
Des Weiteren ist die Vierergruppe isomorph zu
- {\displaystyle \mathbb {Z} /2\mathbb {Z} \times \mathbb {Z} /2\mathbb {Z} },
- der Diedergruppe der Ordnung 4 ({\displaystyle D_{2}}),
- der Einheitengruppe des Ringes {\displaystyle \mathbb {Z} /8\mathbb {Z} } (das sind die Restklassen von 1, 3, 5 und 7 unter Multiplikation modulo 8),
- der Einheitengruppe des Ringes {\displaystyle \mathbb {Z} /12\mathbb {Z} } (das sind die Restklassen von 1, 5, 7 und 11 unter Multiplikation modulo 12),
- der Automorphismengruppe des folgenden Graphen:

- der von den Involutionen {\displaystyle a,b\colon K^{*}\to K^{*}} mit einem beliebigen Körper {\displaystyle K} und

{\displaystyle {\begin{aligned}a:\quad &x\mapsto -x\\b:\quad &x\mapsto x^{-1}\end{aligned}}}
erzeugten Gruppe mit der Hintereinanderausführung als Gruppenverknüpfung.

## Erzeuger und Relationen
Die Kleinsche Vierergruppe ist keine zyklische Gruppe. Sie wird von zwei beliebigen der drei Gruppenelemente mit Ordnung 2 unter Beachtung bestimmter Relationen erzeugt, zum Beispiel von {\displaystyle a} und {\displaystyle b}. Man erhält so die Präsentation:
{\displaystyle V=\left\langle a,b\mid a^{2}=b^{2}={(ab)}^{2}=1\right\rangle }.
Die Kommutativität folgt aus: {\displaystyle ba=(a^{-1}b^{-1})^{-1}=(ab)^{-1}=ab}.

## Darstellungen

### Darstellung im ℝ²
Die kleinsche Vierergruppe kann erzeugt werden aus 2 Spiegelungen jeweils an den Koordinatenachsen. Gruppenverknüpfung ist die Matrizenmultiplikation. Das Produkt der beiden Spiegelungen ist eine Drehung um 180° um den Koordinatenursprung.
{\displaystyle V\cong \left\langle {\begin{pmatrix}-1&0\\0&1\end{pmatrix}},{\begin{pmatrix}1&0\\0&-1\end{pmatrix}}\right\rangle }

### Darstellung im ℝ³
Die Kleinsche Vierergruppe kann erzeugt werden aus zwei 180° Drehungen um die Koordinatenachsen. Gruppenverknüpfung ist die Matrizenmultiplikation. Das Produkt der beiden Drehungen ist eine Drehung um 180° um die dritte Koordinatenachse.
{\displaystyle V\cong \left\langle {\begin{pmatrix}1&0&0\\0&-1&0\\0&0&-1\end{pmatrix}},{\begin{pmatrix}-1&0&0\\0&1&0\\0&0&-1\end{pmatrix}}\right\rangle }

### Die reguläre Darstellung
Die reguläre Darstellung von {\displaystyle V=\{e,a,b,c\}} (hier wird {\displaystyle c=ab} gesetzt) über einem Körper {\displaystyle K} (z. B. {\displaystyle K=\mathbb {R} }) ist der folgende Gruppenhomomorphismus {\displaystyle \rho \colon V\to \mathrm {GL} _{4}(K)} in die Gruppe der invertierbaren 4×4-Matrizen. {\displaystyle \rho (x)} ist die Abbildungsmatrix zu derjenigen linearen Abbildung, die die Basis {\displaystyle e,a,b,c} des 4-dimensionalen Vektorraums {\displaystyle Ke+Ka+Kb+Kc} auf {\displaystyle xe,xa,xb,xc} abbildet, das heißt die 4 Basiselemente werden als Elemente der Vierergruppe aufgefasst und mit {\displaystyle x} multipliziert.
Dann ist natürlich {\displaystyle \rho (e)} die 4×4-Einheitsmatrix. Zur Bestimmung von {\displaystyle \rho (a)} beachte, dass die Basis {\displaystyle e,a,b,c} auf {\displaystyle ae,aa,ab,ac}, also auf {\displaystyle a,e,c,b} abgebildet wird, die darstellende Matrix ist daher
{\displaystyle \rho (a)={\begin{pmatrix}0&1&0&0\\1&0&0&0\\0&0&0&1\\0&0&1&0\end{pmatrix}}}.
Genauso bestimmt man
{\displaystyle \rho (b)={\begin{pmatrix}0&0&1&0\\0&0&0&1\\1&0&0&0\\0&1&0&0\end{pmatrix}},\quad \quad \rho (c)={\begin{pmatrix}0&0&0&1\\0&0&1&0\\0&1&0&0\\1&0&0&0\end{pmatrix}}}
Daher ist
{\displaystyle \left\{{\begin{pmatrix}1&0&0&0\\0&1&0&0\\0&0&1&0\\0&0&0&1\end{pmatrix}},{\begin{pmatrix}0&1&0&0\\1&0&0&0\\0&0&0&1\\0&0&1&0\end{pmatrix}},{\begin{pmatrix}0&0&1&0\\0&0&0&1\\1&0&0&0\\0&1&0&0\end{pmatrix}},{\begin{pmatrix}0&0&0&1\\0&0&1&0\\0&1&0&0\\1&0&0&0\end{pmatrix}}\right\}\,\subset \,\mathrm {GL} _{4}(K)}
eine 4-elementige Gruppe, die zur Kleinschen Vierergruppe isomorph ist, und die angegebene Abbildung {\displaystyle \rho } ist ein Gruppenisomorphismus.

### Irreduzible Darstellungen
Als vierelementige abelsche Gruppe muss die Kleinsche Vierergruppe {\displaystyle V=\{e,a,b,c\}} vier irreduzible Darstellungen besitzen. Diese sind die folgenden Gruppenhomomorphismen {\displaystyle \sigma _{e},\sigma _{a},\sigma _{b},\sigma _{c}\colon V\to \{1,-1\}}:
{\displaystyle \sigma _{e}(x)=1}  für alle {\displaystyle x\in V}
{\displaystyle \sigma _{a}(x)={\begin{cases}1&{\text{ für }}x\in \{e,a\}\\-1&{\text{ sonst}}\end{cases}}}
{\displaystyle \sigma _{b}(x)={\begin{cases}1&{\text{ für }}x\in \{e,b\}\\-1&{\text{ sonst}}\end{cases}}}
{\displaystyle \sigma _{c}(x)={\begin{cases}1&{\text{ für }}x\in \{e,c\}\\-1&{\text{ sonst}}\end{cases}}}
Beachte, dass diese Homomorphismen bzgl. der punktweisen Multiplikation von Abbildungen wieder eine Gruppe bilden und dass {\displaystyle \sigma \colon V\to \operatorname {Abb} (V,\mathbb {C} ),\,x\mapsto \sigma _{x}}, ein Gruppenhomomorphismus ist, der ein Isomorphismus {\displaystyle V\to \{\sigma _{e},\sigma _{a},\sigma _{b},\sigma _{c}\}} ist. Dies zeigt, dass {\displaystyle V} zu ihrer Dualgruppe isomorph ist.

## Automorphismengruppe
Ein Automorphismus der Kleinschen Vierergruppe {\displaystyle V} muss die Ordnungen der Gruppenelemente fest lassen, kann also höchstens die drei Elemente {\displaystyle a,b,c} der Ordnung 2 permutieren. Tatsächlich ist jede Abbildung, die {\displaystyle e} fest lässt und {\displaystyle a,b,c} permutiert, ein Automorphismus.
Das liegt daran, dass die Verknüpfung auf {\displaystyle V} so beschrieben werden kann, dass das Produkt von zwei gleichen Elementen der Ordnung 2 gleich dem neutralen Element ist und das Produkt von zwei verschiedenen Elementen der Ordnung 2 das jeweils dritte Element der Ordnung 2 ist, und das bleibt bei Permutationen der Elemente der Ordnung 2 erhalten. Daher ist die Automorphismengruppe von {\displaystyle V} isomorph zur symmetrischen Gruppe S3.